# Kapelle (Giegenhausen)

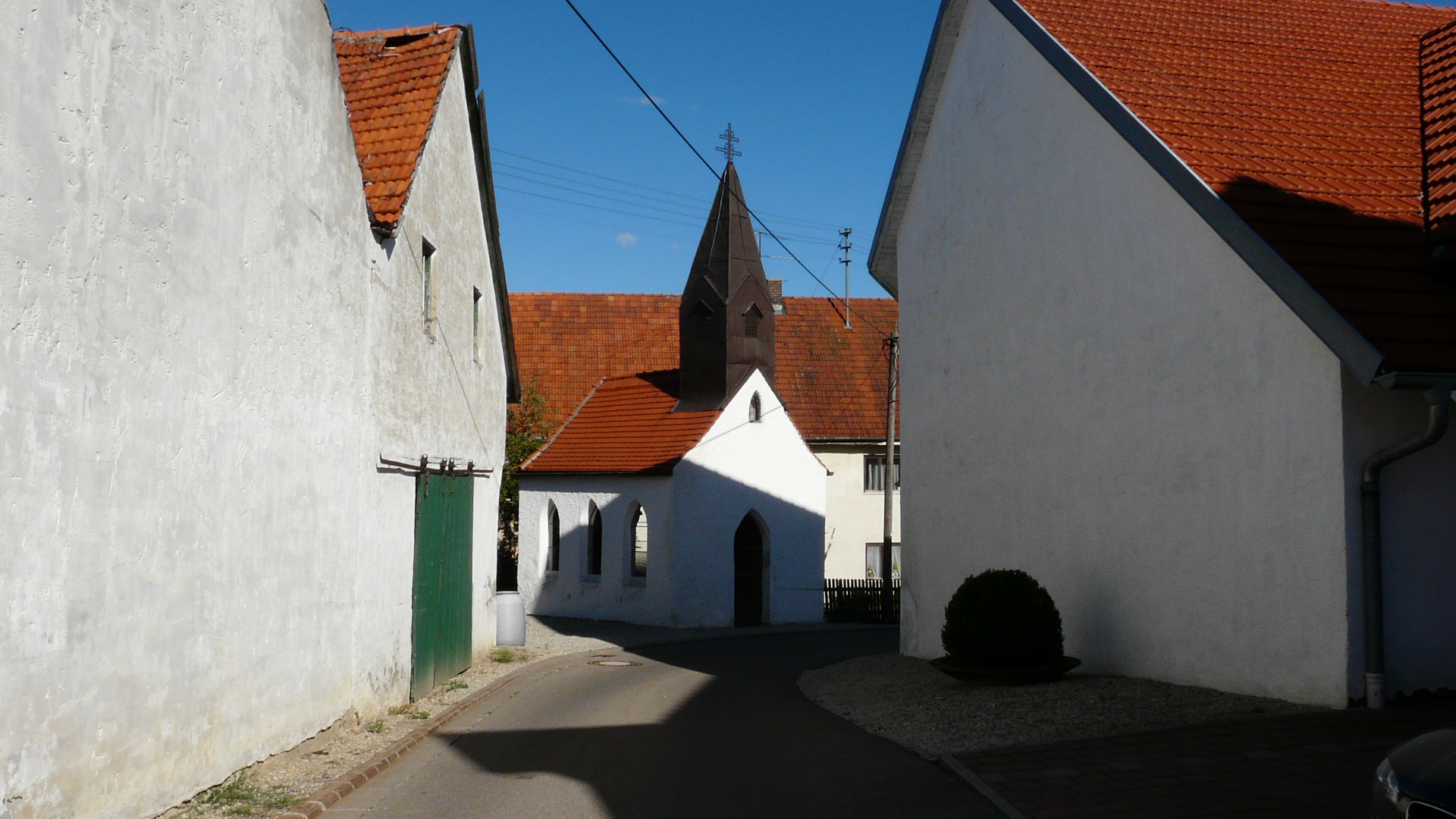
Kapelle in Giegenhausen

Die Kapelle in Giegenhausen, einem Ortsteil der Gemeinde Schweitenkirchen im oberbayerischen Landkreis Pfaffenhofen an der Ilm, wurde 1886 errichtet. Die Kapelle am Sankt-Marien-Weg 1 gehört zu den geschützten Baudenkmälern in Bayern.
Der verputzte Satteldachbau mit dreiseitigem Schluss und blechbeschlagenem Dachreiter mit Spitzhelm wurde von Alois und Martha Kufer gestiftet.
Die bemerkenswerte Ausstattung mit Barockfiguren stammt vor allem aus dem 17. Jahrhundert.